# Praça do Ferreira

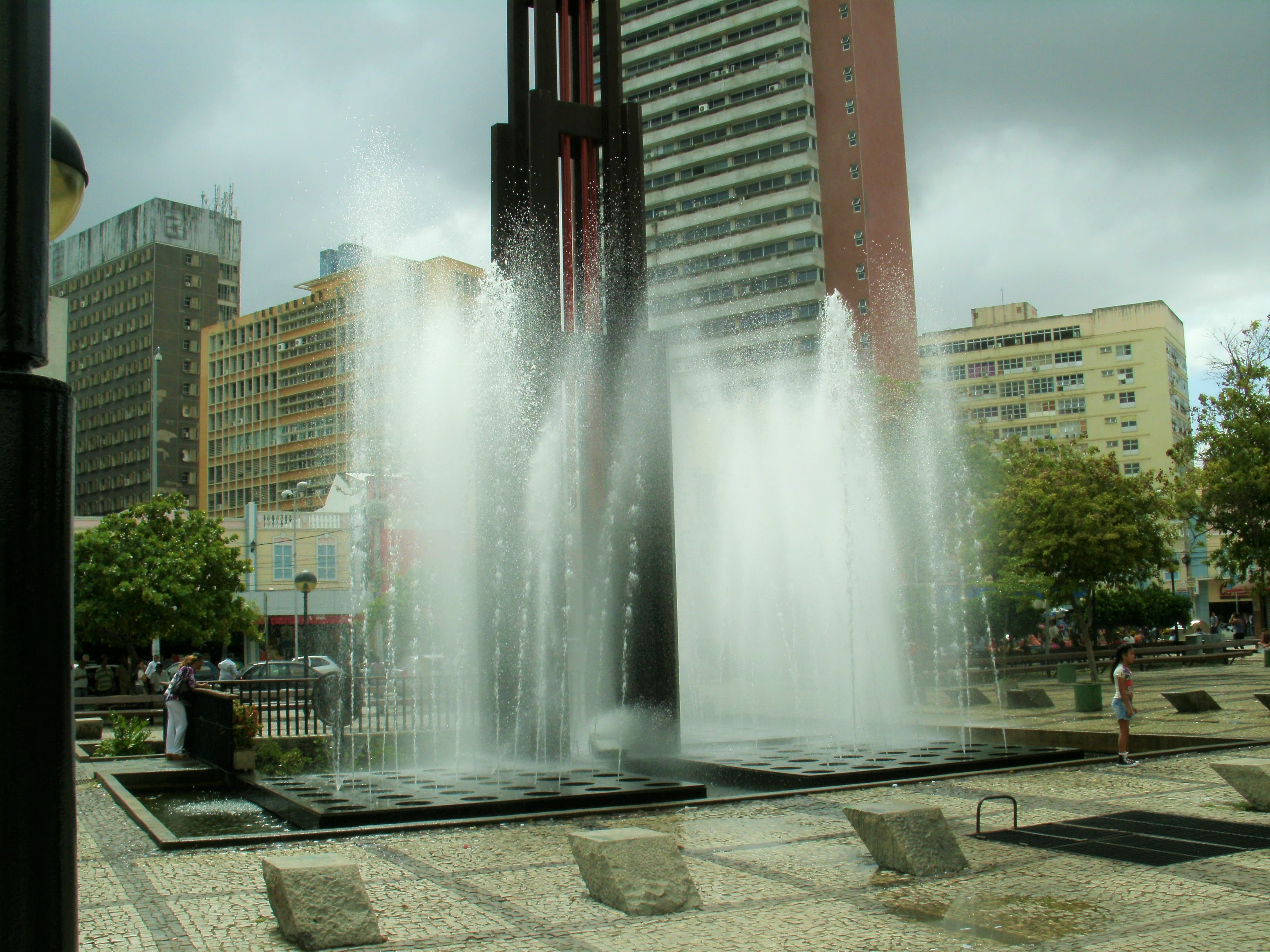
Vista central da Praça do Ferreira, localizada no coração da cidade Fortaleza-CE

Praça do Ferreira é uma praça situada no Centro da cidade de Fortaleza, capital do estado do Ceará. Possui uma área de 7.603 metros quadrados.

## História
Seu nome é referência ao Boticário Ferreira que em 1871, enquanto presidente da Câmara Municipal de Fortaleza, fez uma reforma na área e urbanizou o espaço. Após séries de pesquisas, a Praça do Ferreira foi oficialmente declarada Marco Histórico e Patrimonial de Fortaleza pela lei municipal 8605 de 20 de dezembro de 2001. Em 1839 era apenas um campo de areia com um grande poço no centro, que funcionou até 1920, quando o então prefeito Godofredo Maciel deu inicio a reforma.
O local é bastante conhecido pelo seu relógio, que é localizado no centro da praça. O relógio foi construído em 1933, foi projetado pelo engenheiro José Gonsalves da Justa, durante a gestão municipal de Raimundo Girão, em estilo Arte-Decó. Ficou popularmente conhecido como Coluna da Hora, mas em 1967 foi derrubado. Vindo a ser construída novamente em 1991, bastante diferente da primeira — que possuía estilo "Art Dèco" de cimento e pó de pedra — mas também significativa.

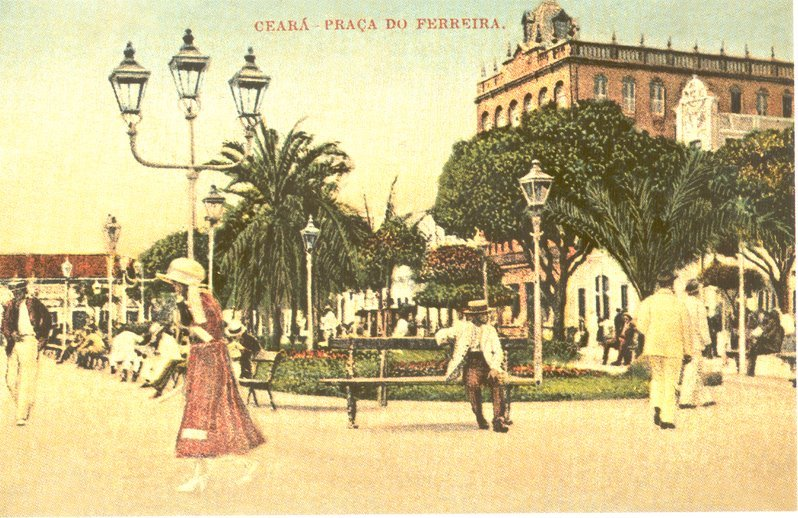
Praça do Ferreira em cartão postal de 1925

Em 1920, erguiam-se cinco artísticos quiosques que abrigavam quatro cafés em cada canto da praça. O Café Java, sendo o mais conhecido serviu como sede para as reuniões da Padaria Espiritual, fundada por Antônio Sales. Godofredo Maciel, fechou o poço central e mandou retirar os quiosques, construiu um palanque ao ar livre e a banda da policia executava, todas as quintas feiras, suas sinfonias e também construiu jardins em uma reforma no ano de 1920 e em 1923 substituiu o palanque, por outro coberto.
Por volta de 1945, a praça foi batizada de "Coração da Cidade". Denominação que persiste até hoje, sendo bastante conhecida assim se sendo à imagem que melhor representa Fortaleza. Em 2001, a Praça do Ferreira é escolhida ícone da cidade, escolha é fruto de uma promoção da campanha "Eleja Fortaleza", criada pelo Banco Itaú em parceira com o Sistema Verdes Mares.